# Viola palustris
Viola palustris es una especie de la familia de las violáceas.

## Descripción
Es una hierba vivaz, con rizoma delgado y estolonífero, sin tallo, de hasta 12 cm. Hojas en roseta, pecioladas, arriñonadas, acorazonadas en la base, de bordes dentados o crenados, generalmente glabras. Flores dispuestas al final de los pedicelos que surgen de las axilas de las hojas; 5 sépalos libres o casi, con apéndices basales de hasta 1 mm; corola irregular formada por 5 pétalos de color lila pálido, el inferior de los cuales tiene un espolón de hasta 2 mm de longitud; 5 estambres. Fruto en cápsula que contiene numerosas semillas. Florece en primavera y verano.

## Hábitat
Se encuentra frecuentemente en manantiales y zonas exteriores de tremedales, pantanos y ciénagas.

## Distribución
Toda Europa, excepto Albania, Turquía y Grecia.

## Taxonomía
Viola palustris fue descrita por Linneo y publicado en Species Plantarum 2 934, en el año 1753.
Sinonimia
- Viola epipsila Ledeb.
- Viola epipsila subsp. repens (Turcz.) W.Becker
- Viola palustris var. brevipes (M.S.Baker) R.J.Davis
- Viola palustris subsp. brevipes M.S. Baker[4]